# La Cinquième Saison (album)
Pour les articles homonymes, voir La Cinquième Saison.
Albums de Issa Hassan
L'art du bouzouk Kurdomania
La Cinquième Saison est un album d'Issa paru en 2005.

## Liste des titres
1. Ethéré
2. La cinquième saison
3. Songe au pays du Caucase
4. État d'âme
5. La joie de Roushen
6. Orient Extrême-Orient
7. Le 7, merveille du monde
8. Delovan
9. Chez L.
10. Acquittement